# Ruaudin
Ruaudin – miejscowość i gmina we Francji, w regionie Kraj Loary, w departamencie Sarthe.
Według danych na rok 1990 gminę zamieszkiwało 2 579 osób, a gęstość zaludnienia wynosiła 187 osób/km² (wśród 1504 gmin Kraju Loary, Ruaudin plasuje się na 203. miejscu pod względem liczby ludności, natomiast pod względem powierzchni na miejscu 831.).